# Förlovning

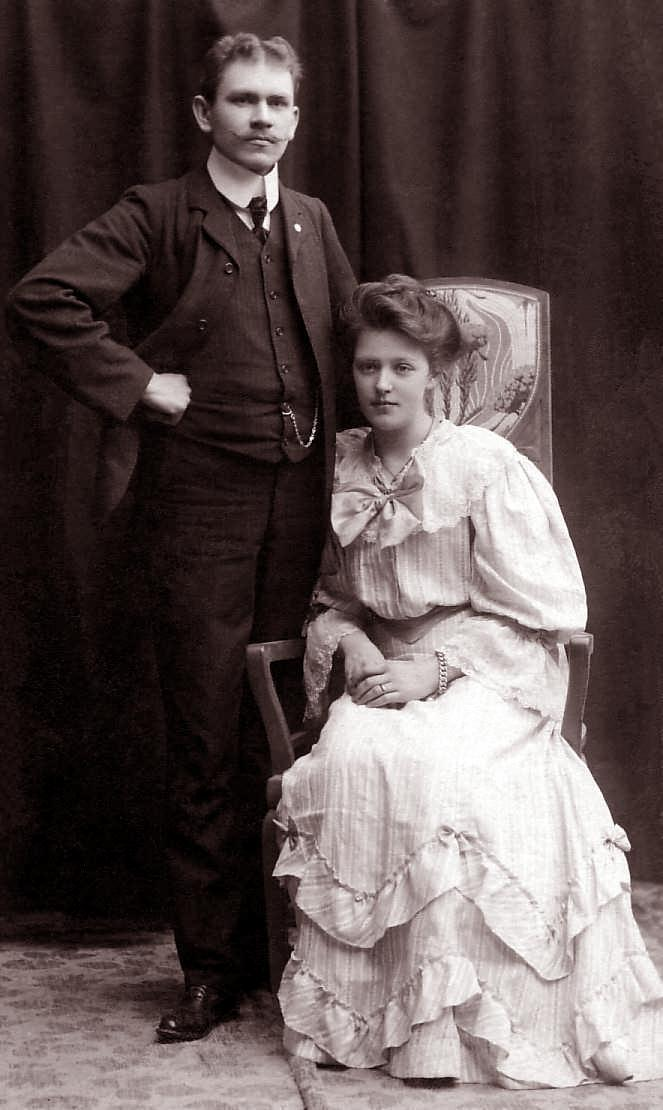
Ett nyförlovat par poserar hos fotograf i Ludvika år 1905.

Förlovning är historiskt sett ett tillkännagivande av, man eklaterar, att en parrelation avser att leda till äktenskap eller registrerat partnerskap. Efter att ena partnern friat till den andre, och denne svarat ja, är paret förlovade fram till dess att vigseln eller registreringen har fullbordats. Av tradition växlar man vid förlovning förlovningsringar. Förlovning kan firas som en familjehögtid. Symbolen för förlovning är ⚬.

## Svensk tradition
I en förlovningsannons i en tidning skrivs enligt tradition kvinnans namn före mannens (medan det omvända är det sedvanliga vid vigsel). När paret har förlovat sig kallas kvinnor fästmö, en förlovad man kallas fästman. Paret kallades förr ofta för fästfolk eller fästehjon. Dialektala varianter av dessa beteckningar har funnits, till exempel havett från västra Blekinge för fästman.
Förlovning hette i äldre tid trolovning, då den tidigare inte hade funktion som försteg till äktenskapet. Namnet trolovning är det som användes i juridiska texter om förlovningar så länge dessa hade juridisk bäring. I skrift förekommer ordet förlovning första gången 1739, kort efter att trolovningen förlorat sin status som alternativ till giftermål.
Förlovningen kunde förr vara långvarig, och var ett sätt för fästmö och fästman att bättre lära känna varandra och varandras familjer. I bredare samhällsskikt kunde förlovningen fungera som ett proväktenskap.
Fram till år 1917 jämställdes trolovningsbarn med barn födda inom äktenskap. Fram år 1970 hade trolovningsbarnen arvsrätt till skillnad från andra utomäktenskapliga barn.
Då förlovning är inofficiell till skillnad från äktenskap så finns det inga regler eller åldersgränser för förlovning. 
I vigselritualer tas för givet att paret som skall gifta sig först är förlovade - trots att något sådant krav ej ställs juridiskt.
Idag är det många par - ofta sammanboende - som enbart förlovar sig och aldrig låter detta leda vidare till äktenskap. Detta innebär att termen förlovning på senare år fått en ny innebörd.

## Romersk-katolsk tradition
Historiskt sett var förlovningar inom katolicismen ett formellt avtal som betraktades lika bindande som äktenskap, och en skilsmässa var nödvändig för att avsluta en förlovning. Trolovade par betraktades lagligen som man och hustru - redan före deras bröllop och fysiska förening. Begreppet officiell förlovningsperiod i västeuropeisk kultur kan ha börjat 1215 vid Fjärde Laterankonciliet, under ledning av påven Innocentius III, som beslutade att "äktenskap ska  [...] tillkännages offentligt i kyrkorna av prästerna under en lämplig och bestämd tid så att de, om legitima  hinder finns, kan göras kända". Ett sådant formellt kyrkligt tillkännagivande av avsikten att gifta sig kallas lysning. I viss jurisdiktion kan uppläsning av lysning vara en förberedelse för äktenskapet.